# تفسیر صافی
تفسیر صافی یکی از تفسیرهای قرآن است که توسط ملا محسن فیض کاشانی نگاشته شده‌است و بیشتر با جنبه روائی و نقلی نگاشته شده‌است و به علت اختصار و جامعیت، در زمان‌های مختلف مورد توجه قرار گرفته‌است.

## انگیزه مؤلف
در مقدمه تفسیر به انواع تفسیر نگاری اشاره‌ای دارد و اعتراضی به تفسیر نگاری، بدون توجه به اهل بیت و تعالیم آنان، بالاخره از تفاسیری سخن به میان می‌آورد که با اخبار و روایات، قرآن را تفسیر کرده‌اند و یادآوری می‌کند که این‌گونه تفاسیر نیز از کاستی‌ها و ناهنجاری‌ها بدور نیستند، این‌گونه تفاسیر یا کامل نیستند، یا تفسیر تمام آیات را ندارند، برخی نیز سرشارند از اخبار ضعیف، و در برخی دیگر روایاتی آمده، بی‌ارتباط با موضوع، بدون تدوینی شایسته و ترتیبی زیبا.

افزون بر این ها، در این گونه تفاسیر، روایاتی راه یافته‌است، که مشتمل بر تأویلاتی است، نفرت‌زا و مطالبی باطل، همانند نسبت عصیان و سفاهت به انبیاء و بالاخره در این مجموعه‌ها، گاه روایات، به ظاهر متضادند و مفسران هیچگونه تلاشی، برای رفع تضاد از این ظواهر بکار نبسته‌اند. فیض کاشانی بعد از این مطالب می گوید:
به هر حال من تاکنون، در میان تفاسیر، با همه گستردگی تعداد آنها، تفسیری مهذب و پیراسته از ناهنجاری‌ها با بیانی کافی که تشنگان را سیراب کند، نیافته‌ام و امیدوارم این تفسیر، همانی باشد که انتظار می‌رود، تفسیری که مطالب و روایات صحیح را از روایات کدر و ناصاف، تمیز دهد، از مفسری که با شناخت متن احادیث، پی به صحت و ضعف آن برد نه با شناخت اسانید، مفسری که علم را از خداوند گرفته باشد نه از اسانید روایات، مفسری که توانایی شکافتن روایات و تجزیه و تحلیل آن‌ها را داشته باشد و با این توان، روایات صاف را از روایات غبار اندود، باز شناساند و از دل روایات اهل بیت مطالب مناسب فهم اهل زمانش را، استخراج و بیان نماید و زوائد را بدور افکند تا ابهام و تضاد و تناقض که موهن روایات است، از آن‌ها زدوده گردد

## روش مفسر
روشن شد که انگیزه مصنف، ارائه تفسیری برگرفته از بیانات اهل بیت می‌باشد که به تناسب علم و فهم اهل زمان خود گلچین شده و با بیانی شیوا و مدد گرفته از هدایت الهی، آیات قرآن را تبیین و تفسیر نماید. امّا به‌طور طبیعی، برای بیان وجوه دیگر قرآن در لغت، قرائت، شأن نزول و... باید از خود اظهار نظر کند و از سخنان دیگران نیز بهره برد، در نتیجه تفسیر به گونه‌ای رنگ اجتهاد و نظر را نیز به خود گرفته، آینده‌ای از روایت و درایت گشته است.

## محتوا
فیض کاشانی قبل از آغاز تفسیر، بعد از مقدمه‌ای، دوازده مقدمه را به عنوان مقدمات تفسیر خود ذکر می‌کند که به تعبیر محمدهادی معرفت در التفسیر و المفسرون، از بهترین مقدمات تفسیری است که در ابتدای تفسیر آورده شده و مصنف، مطالب ضروری را که هر مفسر باید بیان نماید، ذکر کرده‌است. مطالب مقدمات به قرار ذیل است:
- مقدمه اول در فضل قرآن و وصیت به تمسک به آن از روایات اهل بیت
- مقدمه دوم در بیان اینکه علم قرآن، نزد اهل بیت می‌باشد و ظاهر و باطن همه قرآن را آنان می‌دانند.
- مقدمه سوم در بیان این که کل قرآن در شأن اولیاء الله و دشمنان آنان وارد شده‌است.
- مقدمه چهارم در بیان وجوه معانی آیات از تفسیر و تأویل، ظاهر و بطن، محکم و متشابه، ناسخ و منسوخ و... که بخشی از مطالب علوم قرآنی را تشکیل می‌دهند.
- مقدمه پنجم در بیان مفهوم تفسیر به رأی و نهی از آن می‌باشد.
- مقدمه ششم در عدم تحریف قرآن.
- مقدمه هفتم در بیان این که قرآن تبیان همه چیز است (تبیان یعنی روشنگر)[۱]، و اصول معارف دینی و قواعد شرعی در آن مطرح شده‌است.
- مقدمه هشتم در بیان قرائات مختلف و میزان اعتبار آنها.
- مقدمه نهم در نزول دفعی و تدریجی قرآن.
- مقدمه دهم در شفاعت قرآن و ثواب تلاوت و حفظ آن.
- مقدمه یازدهم در تلاوت قرآن و آداب آن.
- مقدمه دوازدهم در بیان اصطلاحات و روشی که در تفسیر بر آن‌ها تکیه داشته‌است.

در مقدمه دوازدهم مصنف در بیان روش خود می گوید: در مقام بیان و تفسیر آیات آنجایی که نیاز به تأویل، شناخت سبب نزول که فهم آیه بر آن متوقف باشد، شناخت ناسخ شناخت، خاص و این گونه مسائل باشد که فراتر از شرح لفظ باشد، سراغ معصوم می‌رویم یعنی آنجا که فقط شرح لفظ و معنی کردن لغت و اعراب آیه باشد، خودمان می‌توانیم انجام دهیم. فیض کاشانی با این تعبیر، راه خود را از برخی اخباری‌ها (که در زمان او کم نبودند) جدا می‌کند.

در مقدمه چهارم راجع به معنای الفاظ می گوید: 
بعضی الفاظ در لغت، معنایی دارد که اگر دقت نکنیم، گمان خواهیم برد که این لفظ، فقط همین معنا را دارد، غافل از این که، آن لفظ یک روح و معنای عمیقی دارد که چندین مصداق را دربرمی‌گیرد که یکی از آن‌ها در لغت آمده‌است. مثل «میزان» که در لغت به «ترازو» معنا شده است، ولی باید گفت میزان به معنای وسیله سنجش است که یکی از مصادیق آن ترازوست، و ترازو خودش چند نوع است. بنابراین «میزان» برای معنای «وسیله سنجش» وضع شده‌است نه برای ترازو. یا مثلاً، کلمه «قلم»، برای ابزاری که بر الواح نقش می‌اندازد، وضع شده است، بدون در نظر گرفتن این که، جسم باشد یا اینکه از «نی» باشد یا چوب یا آهن و بدون در نظر گرفتن این که آن نقش محسوس باشد یا معقول و بدون توجه به اینکه آن لوح، کاغذ باشد یا چوب یا سنگ یا اینکه مجرد باشد. بنابراین استعمال «قلم» در آیه «علّم بالقلم» حقیقی است.
طبق روش کلی که مصنف بیان کرده در تفسیر قرآن، ابتدای سوره‌ها را با نام سوره، بیان مکی یا مدنی بودن و تعداد آیات آن آغاز می‌کند، سپس برای تفسیر آیات به سراغ آیات محکم، بعد از آن روایات کتب معتبر شیعه و پس از آن سراغ مصادر اهل سنت برای نقل روایات معصومین می‌رود، در کنار آن شأن نزول، لغت، قرائت و اعراب آیات را نیز بیان می‌دارد، و در نهایت روایاتی در فضل سوره و ثواب قرائت آن نقل می‌کند.

## صافی و تفسیر بیضاوی
فیض کاشانی مطالب غیر روایی خود را در شأن نزول، لغت، قرائت، و اعراب آیات غالباً از تفسیر بیضاوی اخذ کرده‌است، و این شیوه‌ای است که خود در مقدمه دوازدهم، اشاره به آن نموده بود. (البته بدون نام بردن از تفسیری خاص) در تطبیق اجمالی مطالب غیر روائی تفسیر صافی با تفسیر بیضاوی که با مقایسه سه قسمت از ابتدا، وسط، و انتهای هر جلد، به میزان حدود ۱۰ آیه در هر مورد و آیات پراکنده دیگر از هر جلد، صورت گرفت، به راحتی می‌توان تخمین رضا استادی که گفته است ۹۰ درصد جملات تفسیر صافی از بیضاوی است (منظور مطالب غیر روائی است) را پذیرفت، بلکه می‌توان گفت بیش از ۹۰ درصد.
مصنف در این نقل، هیچ اشاره‌ای به منبع مطالب، ننموده است، در بعضی موارد به عنوان «قیلَ» و در اکثر موارد بدون این لفظ، مطالب را نقل می‌نماید. بخش کمی هم از بیانات با تعبیر «اقول» از خود مصنف است که برخی از آن‌ها رنگ و بوی تعابیر عرفانی را دارند. البته در نقل مطالب بیضاوی گاهی تعبیر جمله را تغییر داده، از حالت اسمیه به فعلیه و بر عکس، فعل مضارع را به ماضی و بر عکس، و در بسیاری موارد نیز عین تعبیر را حفظ نموده‌است. البته این بدان معنا نیست که همه مطالب تفسیر بیضاوی را، نقل کرده باشد، بلکه نقل وی گزینشی بوده‌است، مثلاً ممکن است از یک سطر فقط یک جمله را که لازم می‌دیده، آورده باشد.
همانطور که مصنف در مقدمه دوازدهم بیان کرده‌است، تا وقتی روایتی موجود بود سراغ قول مفسرین نمی‌رود، به همین جهت نقل او از تفسیر بیضاوی پس از اتمام تفسیر منسوب به امام حسن عسکری بیشتر و نمایان تر می‌شود. بنابراین مطالب منقول از بیضاوی از لحاظ تنوع شامل تفسیر فرازهایی از آیات، معانی الفاظ و لغات، بیان قرائت ها، شأن نزول، مطالب ادبی و مقدار کمی احادیث پیامبر می‌شود.